# Lucio Hedio Rufo Loliano Avito
Lucio Hedio Rufo Loliano Avito (en latín: Lucius Hedius Rufus Lollianus Avitus) fue un senador romano del siglo II, que desarrolló su carrera política bajo los emperadores Adriano, Antonino Pío, y Marco Aurelio. 

## Origen y familia
Rufo Loliano era miembro de la gens Hedia, que probablemente originaría de la región de Liguria. Era hijo de Lucio Hedio Rufo Loliano Avito, quien fue nombrado cónsul sufecto en el año 114.

## Carrera
Loliano fue un destacado orador y fue cónsul ordinario en el año 142 junto a Tito Estatilio Máximo. en el año 146 fue designado curator operum publicorum A continuación, fue nombrado o curator operum publicorum al cuidado de las obras públicas del Urbe también en el año 146.
Probablemente alrededor de los años 157-158 fue nombrado gobernador proconsular de África y su legatus proconsularis fue Gayo Vibio Galio Claudio Severo. Al año siguiente, en el año 159, fue gobernadorus de la provincia Bitinia y Ponto y ese mismo año el filósofo Luciano se enfrentó al enjuiciamiento de Alejandro de Abonutico; Rufo Loliano objetó, alegando que no solo el caso de Luciano era débil en argumentos, sino que el patrón de Alejandro, Publio Mumio Sisenna Rutiliano, cónsul sufecto en el año 146 y gobernador de Asia, era demasiado influyente para como para ganar el juicio. Alrededor del año 162, se le asignó una tarea especial cuando el emperador Lucio Vero partió hacia la campaña contra los partos.
Rufo Loliano era el patrón de Helvio Succeso, el padre del futuro emperador Pertinax. También fue un amicus de Marco Cornelio Frontón.

## Matrimonio y desecendencia
Rufo Loliano se casó con una hija de Décimo Terencio Genciano, cónsul sufecto en el año 116, y tuvieron al menos dos hijos: Lucio Hedio Rufo Loliano Avito, cónsul sufecto alrededor del año 177 y Quinto Hedio Rufo Loliano Genciano, cónsul sufecto alrededor de los años 186-188.